# Departamento de Prevención Epidémica y Purificación de Agua

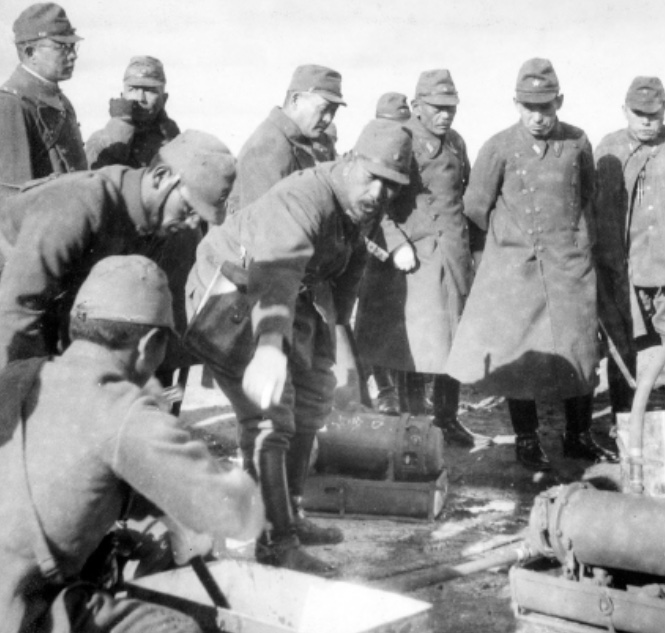
Ishii en 1939 inspeccionando filtros de agua en la batalla de Khalkhin Gol.

El Departamento de Prevención Epidémica y Purificación de Agua fue una sección del Ejército Imperial Japonés desde 1936 hasta la disolución del Ejército en 1945. Si bien su misión pública era prevenir la propagación de enfermedades y controlar el suministro de agua, varios ejércitos de campo también asignaron unidades al objetivo de fabricar armas biológicas. Muchas unidades también realizaron experimentos con humanos.

## Organización
El departamento se organizó bajo el siguiente sistema:
- El Escuadrón 691 estaba bajo el control del Ejército de Kwantung.
  - La oficina central del Escuadrón 691 era la del Escuadrón 731, famosa por su experimentación con las armas químicas y biológicas y la realización de experimentos en humanos. Tenía varias ramas, todas las cuales estaban involucradas con la investigación de la guerra biológica:[1]
    - Escuadrón 162 (Linkou)
    - Escuadrón 643 (Hailin)
    - Escuadrón 673 (Sunwu)
    - El Escuadrón 319 era otra subunidad, que aparentemente se dedicaba principalmente a la purificación de agua.
- El Escuadrón 1855 (Beijing) estaba bajo el control del Ejército Japonés del Área Norte de China y realizó experimentos en humanos.[2]
- El Escuadrón Ei 1644 o Unidad Tama (Nanjing) estaba bajo el control del Ejército Expedicionario de China Central y también realizó experimentos en humanos.[3][4]
  - 12 subunidades diferentes (nombres desconocidos) (ubicaciones desconocidas)[1]
- El Escuadrón 8604 o Unidad Nami (Guangzhou) estaba bajo el control del Ejército Japonés del Área Sur de China y realizaba experimentos humanos.[5]
- El Escuadrón 9420 o Unidad Oka (Singapur), bajo el control del Grupo de Ejércitos Expedicionario del Sur y probablemente realizó experimentación humana.[6]
- El Escuadrón 100 fue operado por el Kenpeitai, la policía militar japonesa. Estaba ubicado en Mokotan, Manchukuo, un pueblo al sur de la ciudad de Changchun.
  - Escuadrón (nombre desconocido) (Dairen)[1]
  - Escuadrón 543 (Hailar)[1]

- Escuadrón 516 (Qiqihar)
  - Escuadrón 525
  - Escuadrón 526
- Escuadrón 160, posiblemente un error tipográfico (refiriéndose al Escuadrón 100).

El libro Germ Warfare Units (細菌 戦 部隊) de 1996 contiene testimonios de que todas estas unidades participaron en el desarrollo de armas biológicas.

## Equipamiento
Cada oficina estaba equipada con instalaciones de purificación de agua y camiones para transportar el agua a donde se necesitaba. El equipo de filtración de agua fue diseñado por Shirō Ishii del Escuadrón 731.